# Joaquín Fernández de Portocarrero

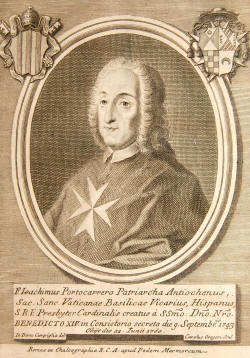
Joaquín Fernández Kardinal de Portocarrero (1743)

Joaquín Fernández de Portocarrero OSJH (* 27. März 1681 in Madrid; † 22. Juni 1760 in Rom) war ein spanischer Geistlicher und Kardinal der Römischen Kirche.

## Biografie

### Herkunft und frühe Jahre
Joaquín Fernández de Portocarrero, nach einigen Quellen Joaquín Fernández Portocarrero, Joaquín Portocarrero oder Joaquín Fernández de Portocarrero Mendoza genannt, wurde als viertes von sieben Kindern des Luis Antonio Tomás Fernández de Portocarrero y Moscoso, 5. Graf von Palma del Río, und der María Leonor de Moscoso aus dem Hause der Grafen von Altamira geboren. Seine Geschwister waren: Pedro, ein Augustinermönch; Antonia de las Reyes, eine Nonne; María Ignacia de Monferrate, ebenfalls Nonne; José Antonio, ein Priester; Gaspar und Agustín. Er war ein Großneffe des Kardinals Luis Manuel Fernández Portocarrero. Sein ererbter Titel war der eines Marquis von Almenara, diesen gab er an seinen Bruder weiter, als er 1728 in den geistlichen Stand trat.

### Leben als Edelmann
Der junge Grande trat zunächst als Hofpage in den Dienst König Karls II. von Spanien. Als der König 1700 starb, war Portocarrero im Spanischen Erbfolgekrieg ein Parteigänger Erzherzog Karls III. von Österreich und diente unter diesem als Befehlshaber eines tercio der Infanterie, Kavalleriegeneral sowie als Staatsrat. Nach dem Friedensschluss zwischen Erzherzog Karl und Philipp V. von Spanien wurde der Österreicher als Karl VI. Römisch-deutscher Kaiser.
Fernández de Portocarrero wurde Militärbefehlshaber in Sardinien. 1716 trat er dem Souveränen Ritter- und Hospitalorden vom heiligen Johannes von Jerusalem von Rhodos und von Malta bei. In letzterem wurde er später Komtur, Bailli, Großbailli und Admiral der Galeeren. Er war Botschafter des Ordens bei Kaiser Karl VI., der ihn zum Vizekönig von Sizilien (1722–1728) ernannte. Vom 1. August bis zum 9. Dezember 1728 war er Vizekönig von Neapel.

### Kirchliche Laufbahn
Am 5. Januar 1730 trat Fernández de Portocarrero in den geistlichen Stand und empfing die Niederen Weihen. Am 10. Januar 1730 wurde er zum Subdiakon geweiht, am 15. Januar desselben Jahres empfing er die Diakonen- und am 17. Januar 1730 die Priesterweihe.
Zum Lateinischen Patriarchen von Antiochien wurde er am 25. Mai 1735 ernannt. Die Bischofsweihe spendete ihm am Pfingstmontag, den 30. Mai 1735 Kardinal Juan Álvaro Cienfuegos Villazón SJ, Erzbischof von Monreale; Mitkonsekratoren waren Tommaso Cervini, Lateinischer Patriarch von Jerusalem, und Mihály Frigyes von Althan, Erzbischof von Bari. Kardinal Albani ernannte ihn im Juni 1735 zu seinem Vikar an der Vatikanbasilika. Im Juli 1742 wurde er Geschäftsträger des Malteserordens beim Heiligen Stuhl.
Im Konsistorium vom 9. September 1743 wurde Joaquín Fernández Portocarrero von Papst Benedikt XIV. zum Kardinalpriester kreiert, die Titelkirche Santi Quattro Coronati wurde ihm am 23. September 1743 übertragen. Er wechselte am 10. April 1747 zur Titelkirche Santa Cecilia. Ab Dezember 1748 war er bevollmächtigter Minister des Königs von Spanien beim Heiligen Stuhl.
1748 erbte er den Titel eines Grafen von Palma del Río, nachdem alle seine Brüder ohne männliche Nachkommen gestorben waren. Vom 19. Januar 1750 bis zum 1. Februar 1751 war er Camerlengo des Kardinalskollegiums. Er wechselte am 9. April 1751 zur Titelkirche Santa Maria in Trastevere, behielt jedoch den Titel von Santa Cecilia in commendam. Am 20. September 1756 wurde er zum Bischof des suburbikarischen Bistums Sabina berufen und zum Kardinalbischof erhoben. Er nahm am Konklave 1758 teil, aus dem Clemens XIII. als Papst hervorging.
Nach seinem Tod am 22. Juni 1760 wurde der Leichnam mit großer Feierlichkeit in seiner Pfarrkirche San Andrea delle Fratte in Rom aufgebahrt, dort fand auch die Begräbnisfeier statt. Seine letzte Ruhestätte fand Joaquín Fernández de Portocarrero in der Kirche San Basilio Magno al Monte Aventino, der Prioratskirche des Malteserordens in Rom.

## Wirken
Fernández de Portocarrero war ein Liebhaber von Büchern und förderte Schriftsteller, Naturwissenschaftler und Künstler. Eine Bücherspende von 5.570 Bänden an den Malteserorden machte ihn zu einem der Mitbegründer der Bibliothek von Malta, der heutigen Nationalbibliothek Maltas.
Im Jahr 1763 wurde aufgrund einer Verfügung des Ordens zu seinem Gedächtnis über dem Grab ein Marmordenkmal errichtet, das sein Porträt als Mosaik zeigt.